# Lamellaria branca
Lamellaria branca is een slakkensoort uit de familie van de Velutinidae. De wetenschappelijke naam van de soort is voor het eerst geldig gepubliceerd in 2004 door Simone.